# Apatania blacki
Apatania blacki är en nattsländeart som beskrevs av Sykora och Weaver 1978. Apatania blacki ingår i släktet Apatania och familjen Apataniidae. Inga underarter finns listade i Catalogue of Life.